# Nizar (India)
Nizar (in Gujarati નિઝર) è una suddivisione dell'India, classificata come municipality, nello stato federato del Gujarat.